# أوتو جاي إم. سميث
أوتو جاي إم. سميث (بالإنجليزية: Otto J. M. Smith)‏ هو مهندس أمريكي، ولد في 6 أغسطس 1917 في أوربانا في الولايات المتحدة، وتوفي في 10 مايو 2009 في والنوت كريك في الولايات المتحدة.